# Церковь Акюрейри
Церковь Акюрейри (исл. Akureyrarkirkja) — лютеранская церковь в городе Акюрейри на севере Исландии. Здание расположено на холме в центре города.
Проект церкви был создан известным исландским архитектором Гудйоуном Самуэльсоном, строительство было закончено в 1940 году. Церковный орган имеет 3200 труб. Центральный витраж, находящийся за алтарём, ранее находился в Кафедральном соборе Ковентри. Барельефы на балконе нефа были созданы скульптором Аусмундуром Свейнссоном. Алтарь датируется 1863 годом и был разработан датским художником Эдвардом Леманом. Окна были разработаны и изготовлены компанией J. Wippel & Co. из Энксетера, Девон, Великобритания. Итальянская купель из белого мрамора для крещения изготовлена флорентийским скульптором Коррадо Виньи.